# Campionati oceaniani di canoa slalom 2018
I Campionati oceaniani di canoa slalom 2018 sono stati la 3ª edizione della competizione continentale. Si sono svolti a Auckland, in Nuova Zelanda, dal 27 al 29 gennaio 2018.

## Podi

### Uomini
| Evento    | Oro            | Punti | Argento         | Punti | Bronzo           | Punti |
| Canoa C-1 | Lucien Delfour | 88.89 | Michal Smolen   | 88.93 | Mathieu Biazizzo | 89.32 |
| Kayak K-1 | Kilian Foulon  | 97.86 | Daniel Watkinks | 98.25 | Brodie Crawford  | 99.59 |

### Donne
| Evento    | Oro               | Punti  | Argento          | Punti  | Bronzo           | Punti  |
| Canoa C-1 | Jessica Fox       | 109.42 | Luuka Jones      | 112.13 | Rosalyn Lawrence | 116.39 |
| Kayak K-1 | Kateřina Kudějová | 100.66 | Rosalyn Lawrence | 101.48 | Camille Prigent  | 102.39 |